# Blue Whale Challenge
Die Blue Whale Challenge, auch Blue Whale Game genannt, ist ein Internetphänomen, das Ende 2016 zunächst in Russland und Mitte 2017 auch im europäischen Raum bekannt wurde. Bei der Challenge wird dem Teilnehmer an fünfzig Tagen jeweils eine Aufgabe täglich gestellt, am Ende soll der Suizid des Teilnehmers stehen. Es handelte sich vermutlich zunächst um einen Hoax, der dann jedoch über diverse Medienberichte zu einem realen Phänomen wurde. Im Sommer 2020 bekam die Challenge erneut Aufmerksamkeit, auf Plattformen wie Instagram, TikTok und Facebook.

## Hintergrund
Als erstes berichtete die Journalistin Galina Mursalijewa in der russischen Zeitung Nowaja gaseta über das Internetphänomen. Das Spiel soll über verschiedene Soziale Medien gespielt werden und sich aus verschiedenen sogenannten „death groups“, also Foren, die sich mit Tod und Suizid beschäftigen, entwickelt haben. In ihrem Artikel beschrieb Mursalijewa die Gruppe „F57“, die auf dem sozialen Netzwerk VKontakte aktiv war und angeblich etwa 130 Teenager in den Selbstmord getrieben haben soll. Als Erkennungsmerkmal wird ein Blauwal verwendet, den sich die Teilnehmer einritzen sollen. Dem Teilnehmer werden dann über 50 Tage lang Anweisungen von einem „Administrator“ gegeben, die befolgt werden müssen. Diese fangen harmlos an (stehe um 4:20 Uhr auf, sieh dir einen Horrorfilm an) und steigern sich bis zu selbstverletzenden Handlungen unterschiedlicher Ausprägung. Am Ende soll der Tod der Hauptperson stehen. Versucht der Teilnehmer auszusteigen, wird ihm oder seiner Familie gedroht.
Die Herkunft des Namens ist unklar. So wird als Herleitung oft ein Lied der russischen Band Lumen erwähnt, in dem das Bild eines Blauwals vorkommt, der nicht aus dem Netz entschlüpfen kann. Eine weitere Herleitung ist die angebliche Praxis der Blauwale, einen Strand aufzusuchen, um sich willentlich selbst zu töten.

## Verbreitung
Die ersten Berichte aus Russland basierten wahrscheinlich auf einem ernstgenommenen und stark übertriebenen Hoax. So basierten die Todeszahlen, die Mursalijewa in ihrem Bericht nannte, auf Schätzungen und hielten einer näheren Überprüfung nicht stand. Doch der Bericht verbreitete sich in Russland rasant und erreichte auch weitere Länder. So kam es zu Nachahmungstaten, Trittbrettfahrern und der Adaption des Spielprinzips in anderen sozialen Medien. Weitere Berichte sorgten für eine weltweite Verbreitung des Phänomens.

## Bekannt gewordene Fälle

### Russland
Nach offiziellen Angaben wurden bis März 2017 etwa 130 Ermittlungsverfahren im Zusammenhang mit der Challenge geführt. Es kam zu mindestens drei Todesfällen. So töteten sich in Irkutsk in Sibirien zwei Mädchen im Alter von 14 und 15 Jahren, nachdem sie 50 Aufgaben erledigt hatten, indem sie sich von einem Gebäude stürzten. Ein anderes 14-jähriges Mädchen warf sich vor einen Zug.
2016 wurde der 21-jährige ehemalige Psychologiestudent Philipp Budeikin festgenommen, der behauptete, das Spiel 2013 erfunden zu haben. Angeblich wollte er die Gesellschaft von unwürdigen Individuen säubern. Er wurde im Kresty-Gefängnis in Untersuchungshaft gehalten. Zunächst behauptete er, unschuldig zu sein, vor Gericht legte er allerdings ein Geständnis ab und gab an, in 16 Fällen Mädchen im Teenager-Alter zum Suizid angestiftet zu haben. Verurteilt wurde er 2017 wegen zwei Vorfällen zu drei Jahren und vier Monaten Haft.
Im Juni 2017 wurde Ilja Sidorow festgenommen, der behauptete, 32 Kinder und Jugendliche in seiner Gruppe dazu gebracht zu haben, seinen Anweisungen zu folgen.

### Bangladesch
Berichte über das Spiel verbreiteten sich in ganz Bangladesch. Bisher wurden keine offiziellen Angaben gemacht, doch gingen zwei Fälle durch die Medien: Im Oktober 2017 erhängte sich ein Mädchen, das das Spiel gespielt haben soll. Ein Student in Chittagong spielte vier Level des Spiels, bevor die Polizei ihn nach einem Tipp eines Mitstudenten aufgriff. In Bangladesch ist ein Suizidversuch strafbar und kann mit bis zu einem Jahr Gefängnis geahndet werden.

### Deutschland
In Deutschland wurde bislang ein Fall bekannt, der mit dem Spiel in Verbindung stand. Im Sommer 2017 ritzte sich nach Medienberichten ein 13-jähriges Mädchen in Radevormwald einen Blauwal in die Arme. Das Spiel wurde auf dem Handy des Kindes entdeckt. Bekannt wurde das Phänomen in Deutschland vor allem durch einen Bericht in der Bildzeitung sowie ein YouTube-Video des YouTubers LeFloid, dessen Clip innerhalb kürzester Zeit eine Million Aufrufe erreichte. Außerdem wird das Thema in einer Folge der Fernsehserie Letzte Spur Berlin aufgegriffen.

### Indien
In Indien soll es mehrere Fälle im Zusammenhang mit Blue Whale gegeben haben, offiziell wurde allerdings noch kein Fall bestätigt. Tatsächlich ist die Suizidrate in Indien unter Kindern und Jugendlichen recht hoch, so dass die Challenge auf fruchtbaren Boden fiel. Das zuständige Ministerium für Informationstechnologie verbot allen größeren Providern, unter anderem auch Google, Yahoo und Facebook, Links zu dem Spiel bereitzustellen.

### Italien
In Italien soll es zwischen 40 und 70 Fälle geben, die laut der Polizei mit der Blue Whale Challenge in Verbindung stehen. Auf ihrer Website warnt die Polizei vor dem Spiel.

## Reaktionen und Rezeption
In Russland, wo das Phänomen am verbreitetsten ist, erließ die Duma ein Gesetz, das die Gründung eines Selbstmord-Forums oder einer Gruppe unter Strafe stellt. Präsident Putin unterzeichnete das Gesetz am 7. Juni 2017. Das Gesetz sieht eine Strafe von bis zu sechs Jahren Haft vor.
2021 erschien in Russland der Spielfilm-Thriller following – Challenge des Todes, der das Phänomen zum Inhalt hat.
2025 wurde das Phänomen in der zweiten Staffel der spanischen Netflix-Serie Das Mädchen im Schnee  als „Das Spiel der Seelen“ (El juego del alma) portraitiert.